# Anablepsoides taeniatus
Anablepsoides taeniatus är en fiskart som beskrevs av Fowler, 1945. Arten ingår i släktet Anablepsoides, och familjen Rivulidae. Inga underarter finns listade i Catalogue of Life.